# Station Malczewo
Station Malczewo is een spoorwegstation in de Poolse plaats Malczewo.